# GutsMuths-Haus

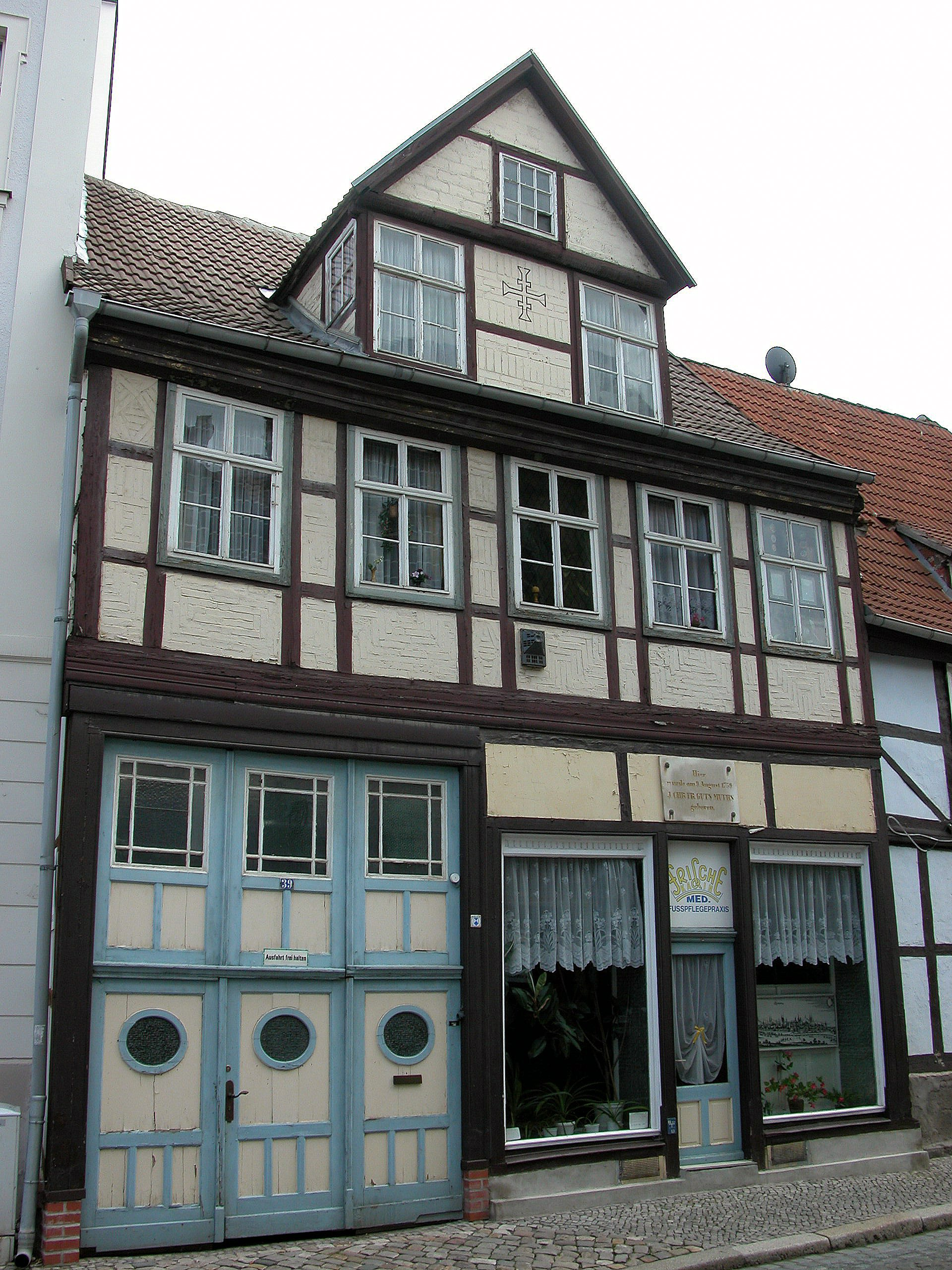
GutsMuths-Haus

Das GutsMuths-Haus ist ein denkmalgeschütztes Gebäude in der Stadt Quedlinburg in Sachsen-Anhalt. Im Gebäude wurde der Begründer der deutschen Turnbewegung Johann Christoph Friedrich GutsMuths geboren.
Das östlich des Marktplatzes der Stadt an der Adresse Pölle 39 gelegene Fachwerkhaus gehört zum UNESCO-Weltkulturerbe.

## Architektur und Geschichte
Das Haus wurde um 1750 errichtet, verfügt über einen Zwerchgiebel und weist Elemente des Frühklassizismus auf. Auffällig ist eine vielfältige Zierausmauerung der Gefache. 1759 wurde im Haus Johann Christoph GutsMuths geboren.
Um 1900 wurde in das Erdgeschoss ein Laden sowie die heutige Toreinfahrt eingefügt. Am Gebäude befindet sich eine auf GutsMuths hinweisende Gedenktafel. Unweit des Hauses steht das GutsMuths-Denkmal.